# Petit Soufrière
Petite Soufriere este un oraș din Dominica.